# Thomas Luther
Thomas Luther (Erfurt, 4 novembre 1969) è uno scacchista tedesco, Grande maestro.

## Biografia
Vincitore del Campionato tedesco nel 1993, 2002 e 2006.
Ha fatto parte della squadra tedesca in cinque Olimpiadi degli scacchi dal 1998 al 2010, realizzando complessivamente il 67,1% dei punti. Ha vinto la medaglia d'argento di squadra alle Olimpiadi di Istanbul 2000.
Luther ha vinto numerosi tornei internazionali, tra cui:
- 1994:  Lippstadt e Apolda;
- 1995:  Torneo di Hastings 1994/95;
- 1996:  Torino e St. Ingbert;
- 1997:  Cienfuegos e Asti;
- 1998:  Bad Arolsen e  Bad Homburg;
- 2000:  Nova Gorica;
- 2000:  Böblingen;
- 2009:  Norimberga (LGA Premium Chess Cup)

Ha condiviso il primo posto come punteggio, ma con un peggiore spareggio Buchholz, nei tornei di Aquisgrana (1990), Lippstadt (1996), Koszalin (1996), Erfurt (1997), Cali (2000), Böblingen (2000), Bad Arolsen (2004), Arco (2004), Schwarzach (2005) e Augusta (2009).
Luther è affetto dalla nascita da una dismelia congenita alle braccia e una commissione sanitaria della Germania Est lo aveva giudicato non idoneo a svolgere sport a livello agonistico. Ha dichiarato in un'intervista che i suoi successi negli scacchi gli hanno permesso di dimostrare le sue capacità e di recuperare molte energie.
Dal 2010 Luther è a capo della commissione della FIDE per i giocatori disabili e capitano della squadra dei disabili alle Olimpiadi degli scacchi.
Ha raggiunto il rating FIDE più alto in luglio-dicembre 2001, con 2604 punti Elo.